# Alpine Skiweltmeisterschaften 2015
Die 43. Alpinen Skiweltmeisterschaften fanden vom 2. bis 15. Februar 2015 in Vail/Beaver Creek statt, wobei die Einzelwettbewerbe in Beaver Creek stattfanden und der Teamwettbewerb in Vail. Nach sieben Titelkämpfen in Folge in Europa wurden erstmals seit 1999 die Weltmeisterschaften wieder in Amerika ausgetragen. Vail war auch schon 1989 und 1999 Austragungsort gewesen.

## Bewerber
Neben den beiden Skiresorts im US-Bundesstaat Colorado standen auch St. Moritz (Schweiz) und Cortina d’Ampezzo als Austragungsort zur Auswahl. Alle drei Orte hatten sich bereits um die Weltmeisterschaften 2013 beworben, waren aber der Kandidatur Schladmings unterlegen. Beim FIS-Kongress am 3. Juni 2010 in Antalya, Türkei, setzte sich die US-Bewerbung bereits im ersten Wahlgang mit 8 von 15 möglichen Stimmen durch. 4 Stimmen entfielen auf Cortina d’Ampezzo, 3 auf St. Moritz.

## Pisten
Angrenzend an die bestehende Skipiste Birds of Prey, auf der wie schon bei den Weltmeisterschaften 1999 die Herrenrennen stattfanden, war eine weitere namens Raptor ergänzt worden. Auf dieser 2013 fertiggestellten Abfahrtspiste wurden die Damenwettbewerbe ausgetragen. Für die neue Piste war das Gebäude der Zeitmessung von der West- auf die Ostseite des Zielbereichs verlegt, der Schlussteil Red Tail neu gesetzt, sowie das Talons Restaurant hinter dem Zielbereich neu gebaut worden. Das Restaurantgebäude beherbergte gleichzeitig das zentrale Pressezentrum während der WM 2015.

## Teilnehmer
Kurz vor Beginn der Weltmeisterschaften waren rund 700 Athleten aus 68 verschiedenen Ländern gemeldet; sie kämpften um insgesamt 33 Medaillen.
| - Albanien - Andorra - Argentinien - Armenien - Australien - Belgien - Bosnien und Herzegowina - Brasilien - Bulgarien - Cayman Islands - Chile - Volksrepublik China - Dänemark - Deutschland - Estland - Finnland - Frankreich - Georgien - Griechenland - Haiti - Indien - Iran - Irland | - Island - Israel - Italien - Jamaika - Japan - Kanada - Kasachstan - Kirgisistan - Kroatien - Lettland - Libanon - Liechtenstein - Litauen - Luxemburg - Malta - Nordmazedonien - Mexiko - Monaco - Montenegro - Neuseeland - Niederlande - Norwegen - Österreich | - Osttimor - Peru - Polen - Rumänien - Russland - San Marino - Schweden - Schweiz - Serbien - Slowakei - Slowenien - Spanien - Südkorea - Südafrika - Taiwan - Tschechien - Ukraine - Ungarn - Usbekistan - Vereinigtes Königreich - Vereinigte Staaten - Zypern |

## Medaillenspiegel

### Nationen
| Medaillenspiegel (nach allen 11 Bewerben) | Medaillenspiegel (nach allen 11 Bewerben) | Medaillenspiegel (nach allen 11 Bewerben) | Medaillenspiegel (nach allen 11 Bewerben) | Medaillenspiegel (nach allen 11 Bewerben) | Medaillenspiegel (nach allen 11 Bewerben) |
| Platz                                     | Nation                                    | Gold                                      | Silber                                    | Bronze                                    | Gesamt                                    |
| ----------------------------------------- | ----------------------------------------- | ----------------------------------------- | ----------------------------------------- | ----------------------------------------- | ----------------------------------------- |
| 01                                        | Österreich                                | 5                                         | 3                                         | 1                                         | 9                                         |
| 02                                        | Vereinigte Staaten                        | 2                                         | 1                                         | 2                                         | 5                                         |
| 03                                        | Slowenien                                 | 2                                         | 1                                         | —                                         | 3                                         |
| 04                                        | Frankreich                                | 1                                         | —                                         | 2                                         | 3                                         |
| 0                                         | Schweiz                                   | 1                                         | —                                         | 2                                         | 3                                         |
| 06                                        | Deutschland                               | —                                         | 2                                         | 1                                         | 3                                         |
| 07                                        | Kanada                                    | —                                         | 2                                         | —                                         | 2                                         |
| 08                                        | Schweden                                  | —                                         | 1                                         | 2                                         | 3                                         |
| 09                                        | Norwegen                                  | —                                         | 1                                         | —                                         | 1                                         |
| 10                                        | Tschechien                                | —                                         | —                                         | 1                                         | 1                                         |
| Total                                     | Total                                     | 11                                        | 11                                        | 11                                        | 33                                        |

### Sportler
Vorbemerkung: Medaillen im Teamwettbewerb werden ebenfalls mitgezählt, weshalb die Gesamtzahl der Medaillen von derjenigen in der Nationenwertung abweicht.
| Medaillenspiegel (nach allen 11 Bewerben) | Medaillenspiegel (nach allen 11 Bewerben) | Medaillenspiegel (nach allen 11 Bewerben) | Medaillenspiegel (nach allen 11 Bewerben) | Medaillenspiegel (nach allen 11 Bewerben) | Medaillenspiegel (nach allen 11 Bewerben) |
| Platz                                     | Sportler/in                               | Gold                                      | Silber                                    | Bronze                                    | Gesamt                                    |
| ----------------------------------------- | ----------------------------------------- | ----------------------------------------- | ----------------------------------------- | ----------------------------------------- | ----------------------------------------- |
| 1                                         | Anna Fenninger                            | 2                                         | 1                                         | 0                                         | 3                                         |
|                                           | Marcel Hirscher                           | 2                                         | 1                                         | 0                                         | 3                                         |
|                                           | Tina Maze                                 | 2                                         | 1                                         | 0                                         | 3                                         |
| 4                                         | Nicole Hosp                               | 1                                         | 1                                         | 0                                         | 2                                         |
| 5                                         | Michaela Kirchgasser                      | 1                                         | 0                                         | 1                                         | 2                                         |
|                                           | Ted Ligety                                | 1                                         | 0                                         | 1                                         | 2                                         |
| 7                                         | Eva-Maria Brem                            | 1                                         | 0                                         | 0                                         | 1                                         |
|                                           | Jean-Baptiste Grange                      | 1                                         | 0                                         | 0                                         | 1                                         |
|                                           | Patrick Küng                              | 1                                         | 0                                         | 0                                         | 1                                         |
|                                           | Christoph Nösig                           | 1                                         | 0                                         | 0                                         | 1                                         |
|                                           | Hannes Reichelt                           | 1                                         | 0                                         | 0                                         | 1                                         |
|                                           | Philipp Schörghofer                       | 1                                         | 0                                         | 0                                         | 1                                         |
|                                           | Mikaela Shiffrin                          | 1                                         | 0                                         | 0                                         | 1                                         |
| 14                                        | Phil Brown                                | 0                                         | 1                                         | 0                                         | 1                                         |
|                                           | Dustin Cook                               | 0                                         | 1                                         | 0                                         | 1                                         |
|                                           | Candace Crawford                          | 0                                         | 1                                         | 0                                         | 1                                         |
|                                           | Fritz Dopfer                              | 0                                         | 1                                         | 0                                         | 1                                         |
|                                           | Travis Ganong                             | 0                                         | 1                                         | 0                                         | 1                                         |
|                                           | Frida Hansdotter                          | 0                                         | 1                                         | 0                                         | 1                                         |
|                                           | Kjetil Jansrud                            | 0                                         | 1                                         | 0                                         | 1                                         |
|                                           | Erin Mielzynski                           | 0                                         | 1                                         | 0                                         | 1                                         |
|                                           | Trevor Philp                              | 0                                         | 1                                         | 0                                         | 1                                         |
|                                           | Marie-Pier Préfontaine                    | 0                                         | 1                                         | 0                                         | 1                                         |
|                                           | Erik Read                                 | 0                                         | 1                                         | 0                                         | 1                                         |
|                                           | Viktoria Rebensburg                       | 0                                         | 1                                         | 0                                         | 1                                         |
| 26                                        | Beat Feuz                                 | 0                                         | 0                                         | 1                                         | 1                                         |
|                                           | Lara Gut                                  | 0                                         | 0                                         | 1                                         | 1                                         |
|                                           | Mattias Hargin                            | 0                                         | 0                                         | 1                                         | 1                                         |
|                                           | Sara Hector                               | 0                                         | 0                                         | 1                                         | 1                                         |
|                                           | Markus Larsson                            | 0                                         | 0                                         | 1                                         | 1                                         |
|                                           | Jessica Lindell-Vikarby                   | 0                                         | 0                                         | 1                                         | 1                                         |
|                                           | André Myhrer                              | 0                                         | 0                                         | 1                                         | 1                                         |
|                                           | Felix Neureuther                          | 0                                         | 0                                         | 1                                         | 1                                         |
|                                           | Maria Pietilä-Holmner                     | 0                                         | 0                                         | 1                                         | 1                                         |
|                                           | Alexis Pinturault                         | 0                                         | 0                                         | 1                                         | 1                                         |
|                                           | Šárka Strachová                           | 0                                         | 0                                         | 1                                         | 1                                         |
|                                           | Anna Swenn-Larsson                        | 0                                         | 0                                         | 1                                         | 1                                         |
|                                           | Adrien Théaux                             | 0                                         | 0                                         | 1                                         | 1                                         |
|                                           | Lindsey Vonn                              | 0                                         | 0                                         | 1                                         | 1                                         |
| Total                                     | Total                                     | 16                                        | 16                                        | 16                                        | 48                                        |

## Programm
| Datum                   | Uhrzeit (MST)       | Herren                         | Damen                         |
| ----------------------- | ------------------- | ------------------------------ | ----------------------------- |
| Montag, 2. Februar      | 10:30               |                                | Abfahrt – Training            |
| Montag, 2. Februar      | 19:00               | Eröffnungsfeier                | Eröffnungsfeier               |
| Dienstag, 3. Februar    | 11:00               |                                | Super-G                       |
| Dienstag, 3. Februar    | 13:30               | Abfahrt – Training             |                               |
| Mittwoch, 4. Februar    | 11:00               | (Super-G) 1                    |                               |
| Mittwoch, 4. Februar    | 13:30               |                                | (Abfahrt – Training) 2        |
| Donnerstag, 5. Februar  | 11:00               | (Abfahrt – Training) Super-G 1 |                               |
| Donnerstag, 5. Februar  | 13:30               |                                | Abfahrt – Training            |
| Freitag, 6. Februar     | 11:00               |                                | Abfahrt                       |
| Freitag, 6. Februar     | 13:30               | Abfahrt – Training             |                               |
| Samstag, 7. Februar     | 11:00               | Abfahrt                        |                               |
| Samstag, 7. Februar     | 13:30               |                                | Alpine Kombination – Training |
| Sonntag, 8. Februar     | 10:00/14:15         | Alpine Kombination             |                               |
| Sonntag, 8. Februar     | 12:00               |                                | Alpine Kombination – Training |
| Montag, 9. Februar      | 10:00/14:15         |                                | Alpine Kombination            |
| Dienstag, 10. Februar   | 14:15               | Mannschaftswettbewerb          | Mannschaftswettbewerb         |
| Mittwoch, 11. Februar   | Ruhe- und Ersatztag | Ruhe- und Ersatztag            | Ruhe- und Ersatztag           |
| Donnerstag, 12. Februar | 10:15/14:15         | Riesenslalom – Qualifikation   |                               |
| Donnerstag, 12. Februar | 10:15/14:15         |                                | Riesenslalom                  |
| Freitag, 13. Februar    | 10:15/14:15         | Riesenslalom                   |                               |
| Samstag, 14. Februar    | 10:15/14:15         |                                | Slalom                        |
| Samstag, 14. Februar    | 10:15/14:15         | Slalom – Qualifikation         |                               |
| Sonntag, 15. Februar    | 10:15/14:30         | Slalom                         |                               |
| Sonntag, 15. Februar    | 15:45               | Schlussfeier                   | Schlussfeier                  |

## Erwähnenswertes
- Die italienische Mannschaft blieb ohne Medaille und es gab damit Parallelen zu den Weltmeisterschaften 1989 und 1999, als die «Squadra Azzurra» auch ohne Medaille abreisen musste.
- Die Siegerehrungen wurden durch den Vortrag der Nationalhymnen durch den «Colorado-Kinderchor» am Solaris-Plaza in Vail begleitet. Dabei wurde die österreichische Hymne aber nach der bislang üblich gewesenen Version dargebracht, es wurden nur die „großen Söhne“, aber nicht die neuerdings zusätzlich in den Text aufgenommenen „großen Töchter“ besungen.
- Der Veranstalterort erwies sich als teures Pflaster. Die Lift-Tageskarte für einen Erwachsenen kostete 145 US-Dollar (128,60 Euro). Eine Nacht im Hotel „Charter“, wo die ÖSV-Stars wohnten, bekam man ab 315 Dollar (279,38 Euro). Im Pressezentrum am Fuße der Weltmeisterschafts-Pisten wurden für einen Cheeseburger, Pommes und ein Getränk 35 Dollar (31,04 Euro) verlangt.

## Ergebnisse Herren

### Abfahrt
| Platz | Land | Sportler            | Zeit        |
| ----- | ---- | ------------------- | ----------- |
| 1     | SUI  | Patrick Küng        | 1:43,18 min |
| 2     | USA  | Travis Ganong       | 1:43,42 min |
| 3     | SUI  | Beat Feuz           | 1:43,49 min |
| 4     | USA  | Steven Nyman        | 1:43,52 min |
| 5     | FRA  | Guillermo Fayed     | 1:43,57 min |
| 6     | NOR  | Aksel Lund Svindal  | 1:43,63 min |
| 7     | CZE  | Ondřej Bank         | 1:43,74 min |
| 8     | FRA  | Adrien Théaux       | 1:43,81 min |
| 9     | USA  | Andrew Weibrecht    | 1:43,85 min |
| 9     | SUI  | Carlo Janka         | 1:43,85 min |
| 11    | SUI  | Didier Défago       | 1:43,89 min |
| 12    | AUT  | Matthias Mayer      | 1:44,10 min |
| 13    | AUT  | Hannes Reichelt     | 1:44,12 min |
| …     |      |                     |             |
| 17    | GER  | Andreas Sander      | 1:44,31 min |
| 19    | AUT  | Max Franz           | 1:44,49 min |
| 22    | GER  | Josef Ferstl        | 1:44,86 min |
| 23    | ITA  | Dominik Paris       | 1:45,12 min |
| 24    | ITA  | Christof Innerhofer | 1:45,30 min |
| 27    | GER  | Klaus Brandner      | 1:45,62 min |
| 29    | AUT  | Georg Streitberger  | 1:45,68 min |
| 32    | ITA  | Werner Heel         | 1:45,88 min |

Datum: 7. Februar 2015
Titelverteidiger: Aksel Lund Svindal
Strecke: Birds of Prey / Golden Eagle

Starthöhe: 3483 m, Zielhöhe: 2730 m, Höhenunterschied: 753 m

Länge: 2623 m, max. Neigung: 63 %

Kurssetzer: Hannes Trinkl (FIS)

46 Fahrer am Start, 44 in der Wertung

Ausgeschieden: Klemen Kosi (SLO), Istok Rodeš (CRO)
Titelverteidiger Svindal kam, nach einer vor Saisonbeginn erlittenen Verletzung, ohne bis dahin ein Rennen bestritten zu haben, zu den Weltmeisterschaften. Er lieferte unter diesem Aspekt eine bemerkenswert starke Leistung ab.

Es sah kurzfristig nach einem Doppelerfolg für die Schweiz (Nr. 19 Küng vor Nr. 15 Feuz) aus, ehe mit Nr. 22 Ganong dieses Duo sprengte und anderseits seinen Teamkameraden Nyman (Nr. 10) vom Podest stieß. - Der beste Läufer nur auf Rang 12 war das schlechteste Abfahrtsresultat der ÖSV-Herren bei Weltmeisterschaften.

Die Kurssetzung und die Piste selbst erwiesen sich diesmal als besonders schwierig, kleine Fehler wurden sofort mit Zeiteinbußen «bestraft». Als Favorit Nr. 1 hatte der dreifache Saisonsieger Jansrud gegolten; die anderen drei Sieger waren Nyman in Gröden, Ganong in Santa Caterina und Reichelt am Lauberhorn gewesen. Wenngleich Küng zuletzt ebenfalls am Lauberhorn Vierter und Feuz sogar Zweiter geworden waren, hatte nicht unbedingt derart viel für sie gesprochen. Bei Feuz waren auch seine immer wieder aufgetretenen gesundheitlichen Probleme bekannt, so war er nach besagtem Rang 2 eine Woche später in Kitzbühel gar nicht gestartet. Küng's Leistungskurve war zu unstabil gewesen. Doch an diesem Tag fanden die beiden die beste Mischung aus all jenen Komponenten, welche für diese Strecke erforderlich war. Während die beiden US-Läufer auch über die gesamte Strecke eine hervorragende Fahrt hinlegten, bauten Jansrud (Nr. 18) und Reichelt (Nr. 21) unerklärliche Fehler ein. Diverse überhaupt nicht zum Favoritenkreis zählende Läufer wie Ondřej Bank (Nr. 29) oder Weibrecht (Nr. 35 – er lag sogar bei der vorletzten Zwischenzeit auf Rang 1 und immer noch bei der letzten auf Rang 2!) platzierten sich gut. Eine schwere Enttäuschung erlebte auch das italienische Team mit Rang 23 für Dominik Paris (Rückstand 1,94 s). Vom kleinen deutschen Team war nicht viel zu erwarten gewesen. Ein möglicher Aspirant, einmal in die Fußstapfen eines Max Rauffer oder Florian Eckert treten zu können, Stephan Keppler, hatte nach seinem schweren Wengen-Sturz nicht mehr zu seiner Form gefunden und nach dem vorjährigen Saisonende seine Rennfahrer-Karriere quittiert.

### Super-G
| Platz | Land | Sportler            | Zeit        |
| ----- | ---- | ------------------- | ----------- |
| 1     | AUT  | Hannes Reichelt     | 1:15,68 min |
| 2     | CAN  | Dustin Cook         | 1:15,79 min |
| 3     | FRA  | Adrien Théaux       | 1:15,92 min |
| 4     | NOR  | Kjetil Jansrud      | 1:15,95 min |
| 4     | AUT  | Matthias Mayer      | 1:15,95 min |
| 6     | NOR  | Aksel Lund Svindal  | 1:16,05 min |
| 7     | SUI  | Didier Défago       | 1:16,07 min |
| 8     | AUT  | Georg Streitberger  | 1:16,22 min |
| 9     | USA  | Ted Ligety          | 1:16,38 min |
| 10    | SLO  | Klemen Kosi         | 1:16,39 min |
| …     |      |                     |             |
| 12    | SUI  | Carlo Janka         | 1:16,50 min |
| 14    | ITA  | Dominik Paris       | 1:16,57 min |
| 16    | SUI  | Patrick Küng        | 1:16,69 min |
| 17    | SUI  | Mauro Caviezel      | 1:16,84 min |
| 18    | ITA  | Christof Innerhofer | 1:17,02 min |
| 23    | GER  | Andreas Sander      | 1:17,37 min |
| 24    | AUT  | Otmar Striedinger   | 1:17,39 min |
| 25    | GER  | Josef Ferstl        | 1:17,50 min |
| 26    | ITA  | Werner Heel         | 1:17,53 min |
| 28    | GER  | Klaus Brandner      | 1:17,83 min |

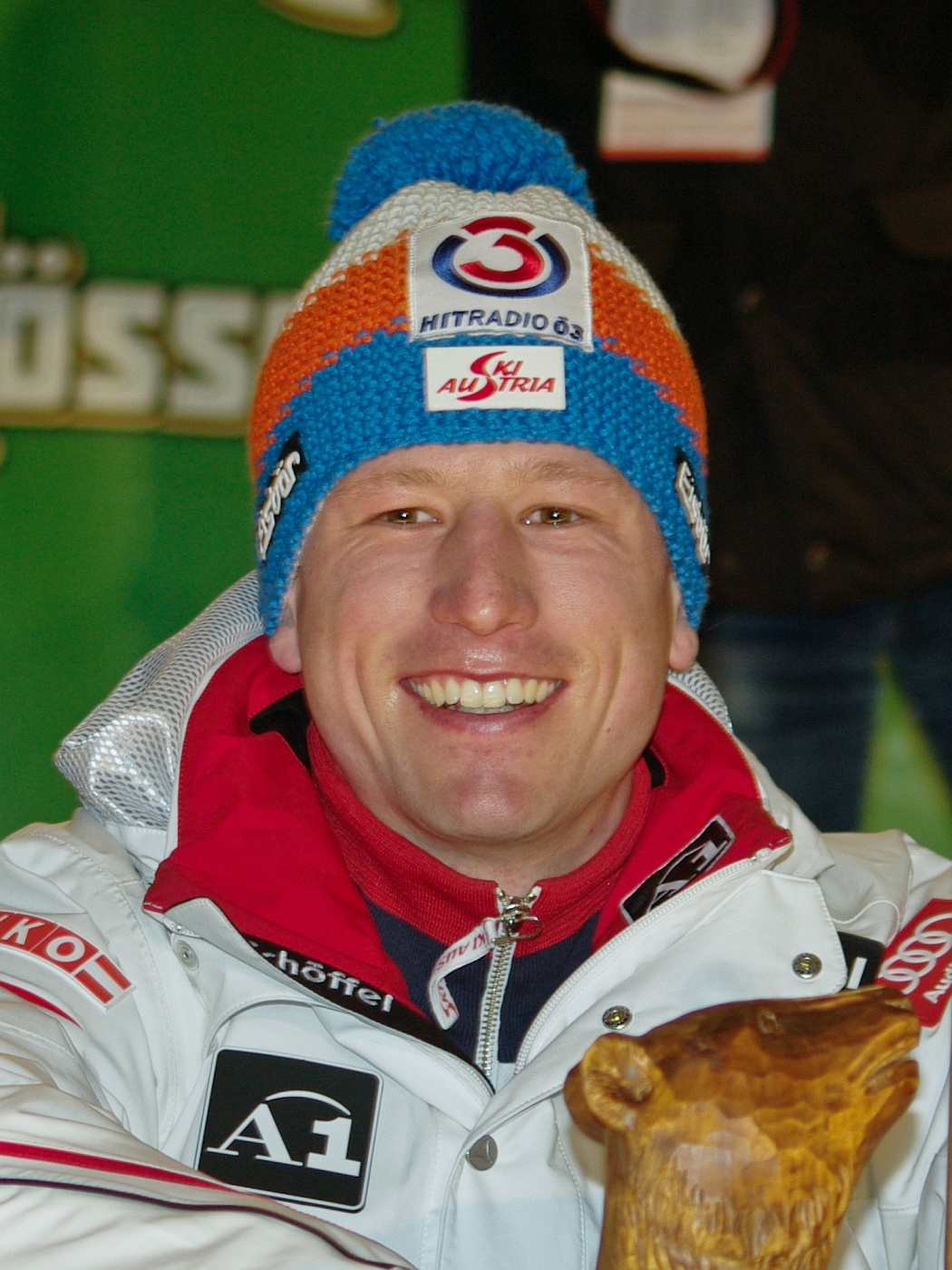
Hannes Reichelt

Datum: 5. Februar 2015 (verschoben vom 4. Februar)
Titelverteidiger: Ted Ligety
Strecke: Birds of Prey

Starthöhe: 3337 m, Zielhöhe: 2730 m, Höhenunterschied: 607 m

Länge: 1879 m, max. Neigung: 68 %

Kurssetzer: Florian Winkler (AUT)

65 Fahrer am Start, 50 in der Wertung

Ausgeschieden u. a.: Travis Ganong (USA), Bode Miller (USA), Manuel Osborne-Paradis (CAN), Ondřej Bank (CZE), Ivica Kostelić (CRO), Andreas Romar (FIN)
Sieger Hannes Reichelt hatte hier auf der „Birds of Prey“ schon dreimal einen Weltcup-Super-G, zuletzt zirka zwei Monate zuvor, gewonnen, was einer der Hauptgründe war, ihn für dieses Rennen eine Mitfavoritenrolle zuzugestehen. Als einer mit einer frühen Startnummer war mit Nr. 3 Ganong gestürzt, als „Geheimtipp“ zählte aber der erstmals nach langer Pause wieder an einen Start gegangene Bode Miller mit Nr. 9. Er wies von den bisherigen Läufern auch die besten Zwischenzeiten auf, aber bei einer der letzten kam er zu Sturz. Er hätte auf Grund der gemessenen Zeiten wahrscheinlich eine Medaille, möglicherweise sogar die Goldmedaille gewinnen können.

Im weiteren Rennverlauf übernahm Svindal (Nr. 14 - er war nach Verletzungspause nur für die Weltmeisterschafts-Speedbewerbe angetreten) die Führung, wurde aber schon vom nächstfolgenden Théaux überholt, der seinerseits vor Mayer blieb. Nach Reichelts Lauf erzielte einer der größten Favoriten, Jansrud, dieselbe Zeit wie Mayer; er war gleich nach dem Start mit der Hand bei einem Tor hängen geblieben; wie viel für ihn sonst möglich gewesen wäre, konnte man nur auf Grund der Vergleiche der ersten Zwischenzeit erahnen, bei denen er trotzdem „nur“ 0,16 Sekunden langsamer als Reichelt war. Er und Mayer schienen aber doch die Bronzemedaille zu erreichen. Dann überraschte mit Nr. 28 Cook, der ähnlich schnell wie die nach Reichelt Klassierten war und bei der letzten Zwischenzeit schon die absolut zweitbeste Marke verzeichnete.

### Alpine Kombination
| Platz | Land | Sportler                 | Abfahrt     | Slalom      | Gesamtzeit  |
| ----- | ---- | ------------------------ | ----------- | ----------- | ----------- |
| 1     | AUT  | Marcel Hirscher          | 1:46,17 min | 0:49,93 min | 2:36,10 min |
| 2     | NOR  | Kjetil Jansrud           | 1:43,01 min | 0:53,28 min | 2:36,29 min |
| 3     | USA  | Ted Ligety               | 1:46,04 min | 0:50,36 min | 2:36,40 min |
| 4     | AUT  | Romed Baumann            | 1:43,70 min | 0:52,78 min | 2:36,48 min |
| 5     | FRA  | Alexis Pinturault        | 1:45,65 min | 0:50,86 min | 2:36,51 min |
| 6     | SUI  | Carlo Janka              | 1:44,18 min | 0:52,62 min | 2:36,80 min |
| 7     | FIN  | Andreas Romar            | 1:44,96 min | 0:51,97 min | 2:36,93 min |
| 8     | NOR  | Aleksander Aamodt Kilde  | 1:44,53 min | 0:52,43 min | 2:36,96 min |
| 9     | FRA  | Thomas Mermillod Blondin | 1:44,89 min | 0:52,10 min | 2:36,99 min |
| 10    | ITA  | Dominik Paris            | 1:44,75 min | 0:52,38 min | 2:37,13 min |
| 11    | AUT  | Matthias Mayer           | 1:43,75 min | 0:53,39 min | 2:37,14 min |
| …     |      |                          |             |             |             |
| 13    | SUI  | Mauro Caviezel           | 1:44,92 min | 0:52,25 min | 2:37,17 min |
| 14    | SUI  | Beat Feuz                | 1:43,10 min | 0:54,17 min | 2:37,27 min |
| 15    | SUI  | Silvan Zurbriggen        | 1:45,24 min | 0:52,05 min | 2:37,29 min |
| 18    | ITA  | Christof Innerhofer      | 1:44,31 min | 0:53,99 min | 2:38,30 min |
| 23    | GER  | Andreas Sander           | 1:44,28 min | 0:55,01 min | 2:39,29 min |
| 25    | GER  | Josef Ferstl             | 1:45,21 min | 0:54,34 min | 2:39,55 min |

Datum: 8. Februar 2015

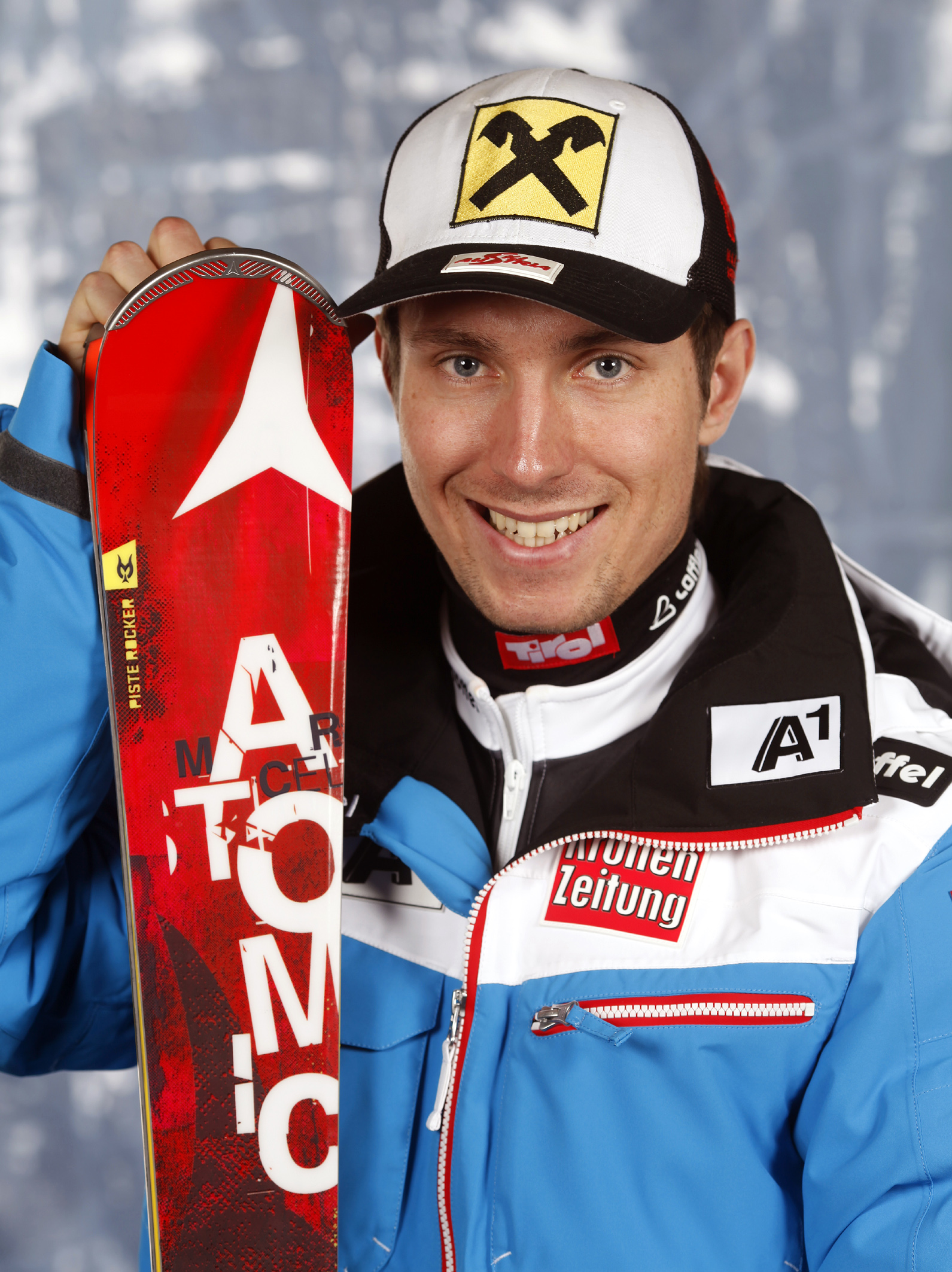
Marcel Hirscher

Abfahrtsstrecke: Birds of Prey / Golden Eagle

Starthöhe: 3483 m, Zielhöhe: 2730 m

Länge: 2623 m, Höhenunterschied: 753 m

Kurssetzer: Hannes Trinkl (AUT), 36 Tore
Titelverteidiger: Ted Ligety
Slalomstrecke: Birds of Prey

Starthöhe: 2924 m, Zielhöhe: 2724 m

Höhenunterschied: 200 m

Kurssetzer: Jörg Roten (SUI), 66 Tore
Abfahrt: 49 Fahrer gemeldet, 47 Fahrer am Start, 45 in der Wertung

Ausgeschieden u. a.: Victor Muffat-Jeandet (FRA), Ondřej Bank (CZE)

Slalom: 45 am Start, 39 in der Wertung

Ausgeschieden u. a.: Otmar Striedinger (AUT), Natko Zrnčić-Dim (CRO), Morgan Pridy (CAN)
Der Tscheche Ondřej Bank stürzte beim Zielsprung des Abfahrtslaufes schwer und wurde wegen eines Torfehlers disqualifiziert. Er hatte schon bei der Spezialabfahrt mit Rang 9 überrascht und war nun auch hier in der „Kombi-Abfahrt“ drauf und dran, eine gute Endzeit zu erzielen, die ihn auf Grund seines ebenfalls guten Slalomkönnens zu einem Mitfavoriten gemacht hätte. So aber erlitt er Verletzungen und schwere Hautabschürfungen und wurde hospitalisiert. Dieses Pech kam Marcel Hirscher zugute, der wegen der Disqualifikation von Bank in den ersten Dreißig blieb und als Abfahrts-30. den Slalom als Erster bestreiten durfte, was bei den hohen Temperaturen und der dadurch schnell schlechter werdenden Piste von Vorteil war. Speedspezialist Jansrud musste als Abfahrtsschnellster den Slalom als Dreißigster bestreiten und kam dabei Hirschers Gesamtzeit aus Abfahrt und Slalom am nächsten. Somit landeten in der Alpinen Kombination die beiden Führenden im Weltcup auf den ersten beiden Plätzen, der eine mit der besten Slalom-Zeit, der andere mit der besten Abfahrts-Zeit. Auch Ligety profitierte von der frühen Startnummer im Slalom.

### Riesenslalom
| Platz | Land | Sportler              | Zeit 1. Lauf | Zeit 2. Lauf | Zeit        |
| ----- | ---- | --------------------- | ------------ | ------------ | ----------- |
| 1     | USA  | Ted Ligety            | 1:15,42 min  | 1:18,74 min  | 2:34,16 min |
| 2     | AUT  | Marcel Hirscher       | 1:15,18 min  | 1:19,43 min  | 2:34,61 min |
| 3     | FRA  | Alexis Pinturault     | 1:15,41 min  | 1:19,63 min  | 2:35,04 min |
| 4     | GER  | Felix Neureuther      | 1:15,41 min  | 1:19,85 min  | 2:35,26 min |
| 5     | SWE  | Matts Olsson          | 1:15,66 min  | 1:19,73 min  | 2:35,39 min |
| 6     | ITA  | Roberto Nani          | 1:15,36 min  | 1:20,21 min  | 2:35,57 min |
| 7     | FRA  | Victor Muffat-Jeandet | 1:16,00 min  | 1:19,71 min  | 2:35,71 min |
| 8     | ITA  | Florian Eisath        | 1:16,64 min  | 1:19,29 min  | 2:35,93 min |
| 9     | USA  | Tim Jitloff           | 1:15,79 min  | 1:20,25 min  | 2:36,04 min |
| 10    | AUT  | Philipp Schörghofer   | 1:15,85 min  | 1:20,43 min  | 2:36,28 min |
| 11    | SUI  | Carlo Janka           | 1:16,36 min  | 1:20,03 min  | 2:36,39 min |
| …     |      |                       |              |              |             |
| 15    | GER  | Fritz Dopfer          | 1:16,59 min  | 1:20,42 min  | 2:37,01 min |
| 20    | GER  | Stefan Luitz          | 1:16,42 min  | 1:21,41 min  | 2:37,83 min |
| 25    | SUI  | Gino Caviezel         | 1:17,20 min  | 1:21,21 min  | 2:38,41 min |
| 27    | SUI  | Elia Zurbriggen       | 1:17,53 min  | 1:21,12 min  | 2:38,65 min |
| 30    | SUI  | Justin Murisier       | 1:18,11 min  | 1:20,84 min  | 2:38,95 min |

Datum: 13. Februar 2015
Titelverteidiger: Ted Ligety

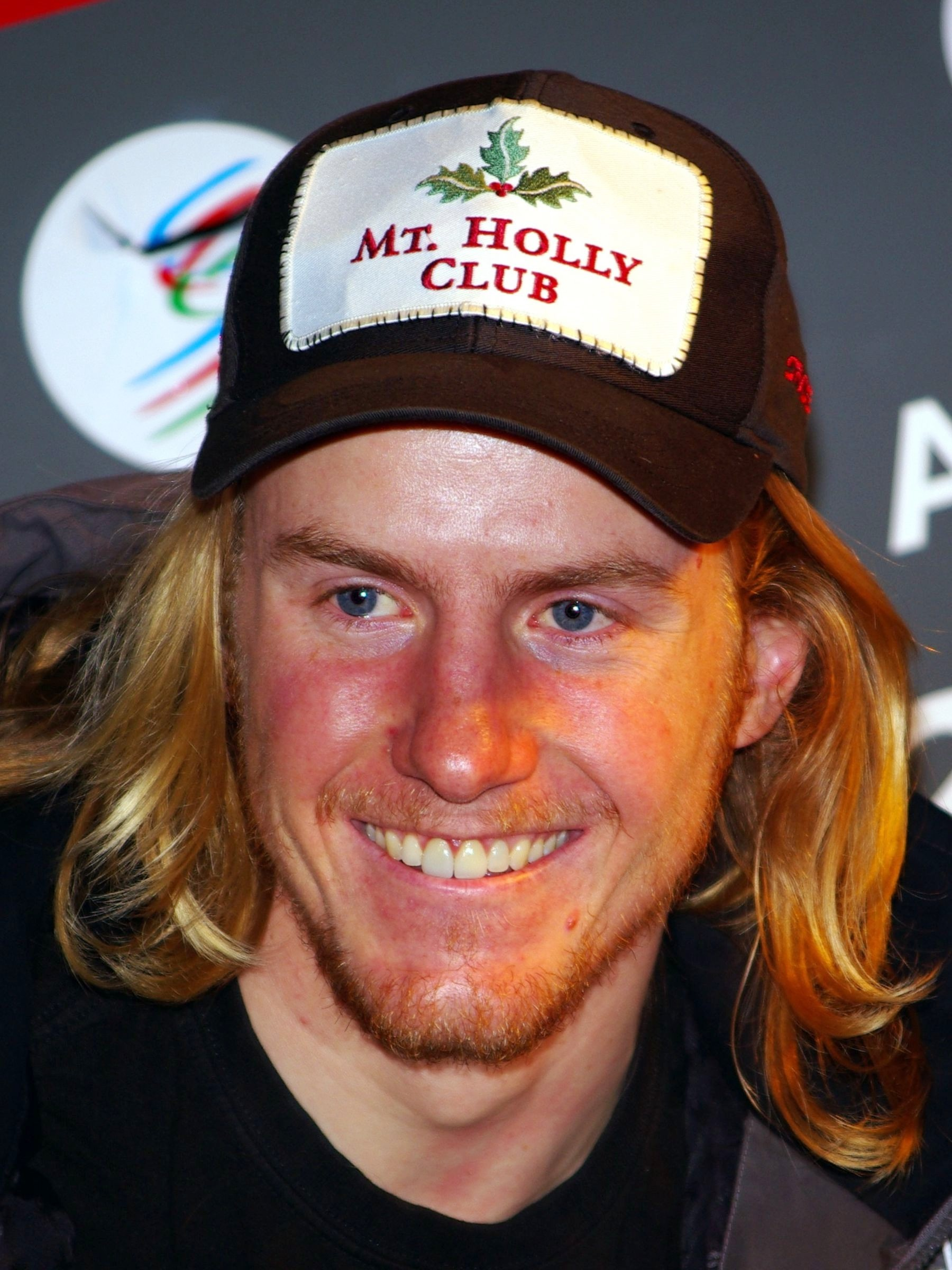
Ted Ligety

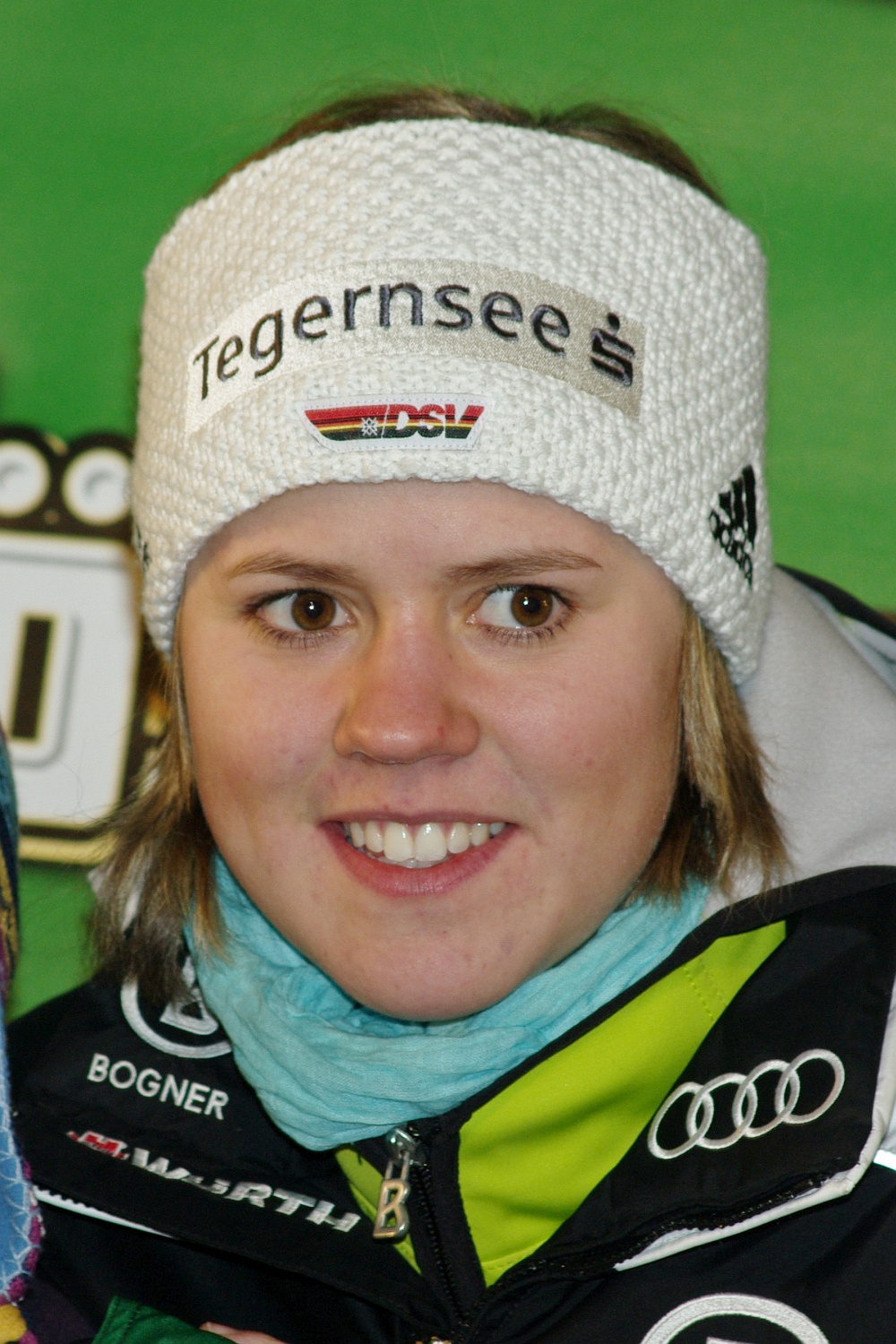
Viktoria Rebensburg

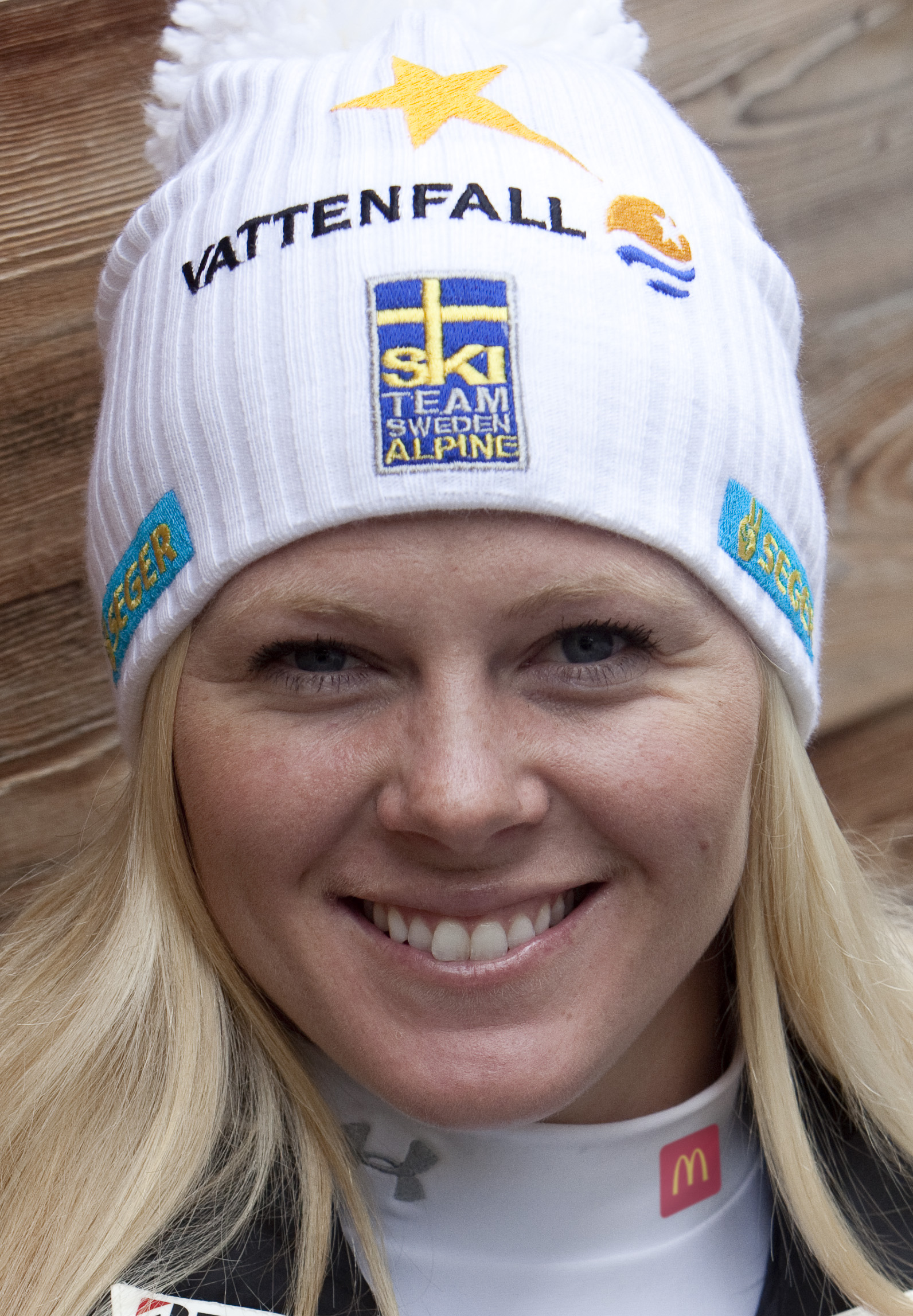
Jessica Lindell-Vikarby

Strecke: Birds of Prey / Golden Eagle

Starthöhe: 3124 m, Zielhöhe: 2724 m, Höhenunterschied: 400 m

Länge: 1490 m, max. Neigung: 50 %

Kurssetzer 1. Lauf: A. Doppelhofer (GER)

Kurssetzer 2. Lauf: D. Chastan (FRA)

162 Fahrer am Start (inkl. Qualifikation), davon traten 99 zum ersten Lauf an und 52 kamen in die Wertung

Ausgeschieden u. a.: Benjamin Raich (AUT), Thomas Fanara (FRA), Mathieu Faivre (FRA), Leif Kristian Haugen (NOR), Christoph Nösig (AUT), Linus Straßer (GER)
Ted Ligety wurde nach 2011 und 2013 zum dritten Mal in Folge Weltmeister im Riesenslalom. Damit ist er der erste Fahrer, der sich im Riesenslalom 3 × WM-Gold sichern konnte.

Nach dem ersten Lauf führte zwar Hirscher, doch waren die Abstände minimal; Ligety als Fünfter hatte nur 0,24 s Rückstand; Nani lag auf Rang 2 (+0,18), Neureuther und Pinturault folgten zeitgleich (+0,23).

Im ersten Lauf schieden 21 Läufer aus, einer trat nicht an (deshalb 99 Starter), und 78 Läufer kamen in die Wertung. Davon waren 60 für den zweiten Durchgang zugelassen, aber Linus Strasser als Vierunddreißigster (Rückstand 3,66 s) trat dazu nicht mehr an. Sieben Läufer schieden im 2. Lauf aus.

### Slalom
| Platz | Land | Sportler               | Zeit 1. Lauf | Zeit 2. Lauf | Zeit        |
| ----- | ---- | ---------------------- | ------------ | ------------ | ----------- |
| 1     | FRA  | Jean-Baptiste Grange   | 1:04,26 min  | 0:53,21 min  | 1:57,47 min |
| 2     | GER  | Fritz Dopfer           | 1:04,31 min  | 0:53,51 min  | 1:57,82 min |
| 3     | GER  | Felix Neureuther       | 1:04,47 min  | 0:53,55 min  | 1:58,02 min |
| 4     | NOR  | Henrik Kristoffersen   | 1:04,64 min  | 0:53,40 min  | 1:58,04 min |
| 5     | SWE  | Mattias Hargin         | 1:04,23 min  | 0:53,86 min  | 1:58,09 min |
| 6     | SWE  | André Myhrer           | 1:04,04 min  | 0:54,17 min  | 1:58,21 min |
| 7     | SWE  | Markus Larsson         | 1:05,15 min  | 0:53,32 min  | 1:58,47 min |
| 8     | RUS  | Alexander Choroschilow | 1:03,66 min  | 0:55,28 min  | 1:58,94 min |
| 9     | NOR  | Sebastian Foss Solevåg | 1:05,61 min  | 0:54,17 min  | 1:59,78 min |
| 10    | GER  | Linus Straßer          | 1:05,67 min  | 0:54,18 min  | 1:59,85 min |
| 11    | ITA  | Manfred Mölgg          | 1:05,13 min  | 0:54,87 min  | 2:00,00 min |
| 12    | AUT  | Reinfried Herbst       | 1:05,89 min  | 0:54,51 min  | 2:00,40 min |
| 13    | SUI  | Justin Murisier        | 1:06,21 min  | 0:54,60 min  | 2:00,81 min |
| …     |      |                        |              |              |             |
| 17    | GER  | Philipp Schmid         | 1:06,35 min  | 0:54,62 min  | 2:00,97 min |
| 46    | MEX  | Hubertus von Hohenlohe | 1:36,39 min  | 1:19,17 min  | 2:55,56 min |

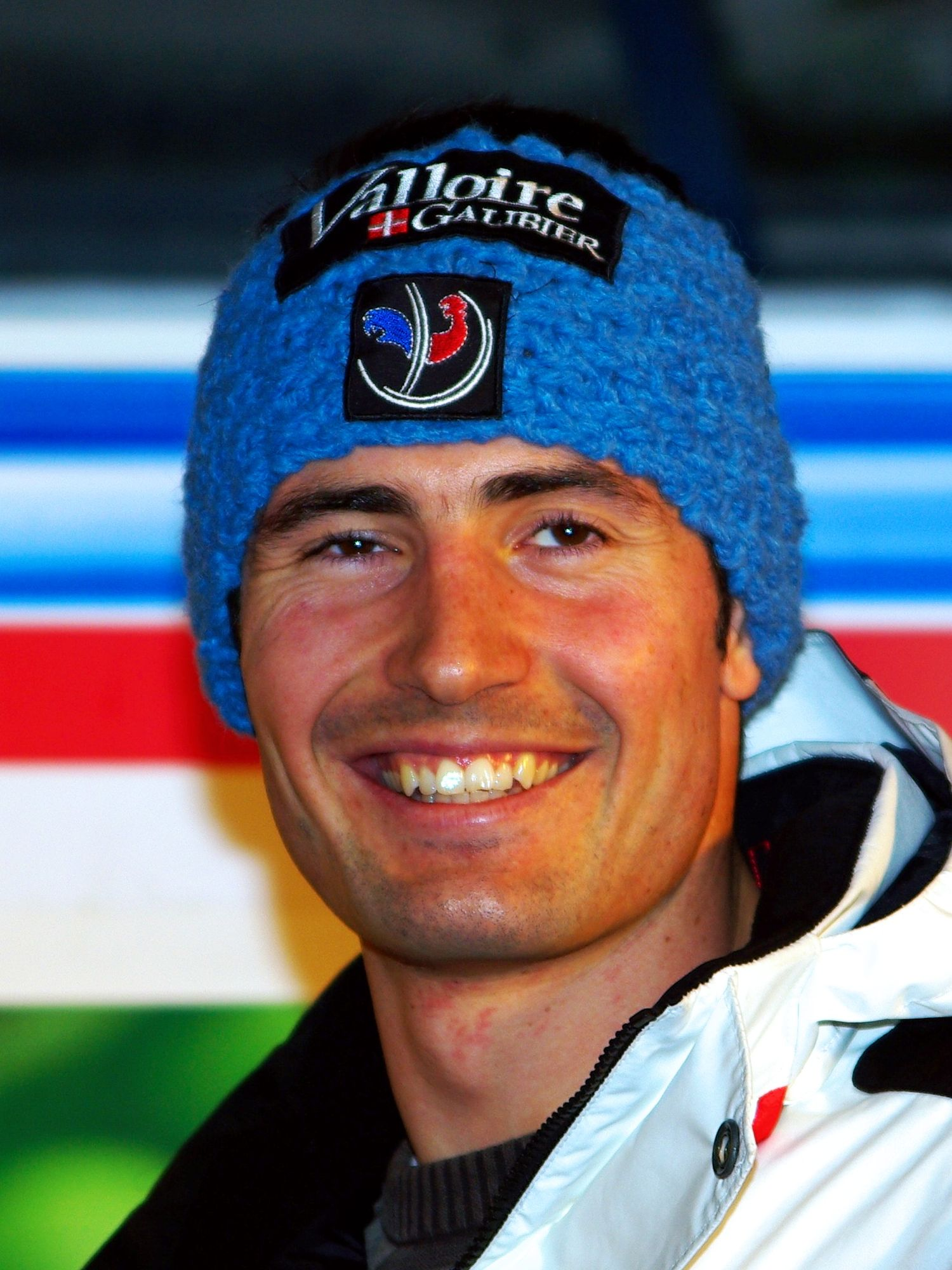
Jean-Baptiste Grange

Datum: Sonntag, 15. Februar 2015, 10:15/14:30 Uhr
Titelverteidiger: Marcel Hirscher
Strecke: Birds of Prey

Starthöhe: 2935 m, Zielhöhe: 2721 m, Höhenunterschied: 214 m

Länge: 690 m, max. Neigung: 50 %

Kurssetzer 1. Lauf: Christian Mitter (NOR)

Kurssetzer 2. Lauf: Stefano Costazza (ITA)

100 Fahrer am Start, 46 in der Wertung

Ausgeschieden u. a.: Giuliano Razzoli (ITA), Mario Matt (AUT), Daniel Yule (SUI), Benjamin Raich (AUT), Luca Aerni (SUI) (alle erster Lauf); Alexis Pinturault (FRA), Patrick Thaler (ITA), Jens Byggmark (SWE), Michael Matt (AUT),
Marcel Hirscher (AUT), Stefano Gross (ITA) (alle zweiter Lauf)
Wie beim Riesenslalom hatte es auch hier eine Qualifikation gegeben und nur 100 Läufer durften zum eigentlichen Rennen antreten; es war vorgesehen, dass davon 60 im zweiten Durchgang starten durften, jedoch wurde dieses Limit unterschritten. Nach dem ersten Durchgang führte der mit Nr. 1 gestartete Marcel Hirscher in 63,38 s vor Choroschilow (+0,28), Myhrer (+0,66), Hargin (+0,85), Grange (+0,88), Dopfer (+0,93) und Neureuther (+1,09). Es wurden nur 57 Läufer klassiert. Victor Muffat-Jeandet (Rang 50 mit 16,20 s Rückstand) trat zum zweiten Durchgang nicht mehr an, zehn Läufer schieden im zweiten Lauf aus. Im zweiten Durchgang setzte Schneefall ein, der gegen Rennschluss stärker wurde und dazu beitrug, dass die Führenden zurückfielen und u. a. Hirscher ausschied.

## Ergebnisse Damen

### Abfahrt
| Platz | Land | Sportler             | Zeit        |
| ----- | ---- | -------------------- | ----------- |
| 1     | SLO  | Tina Maze            | 1:45,89 min |
| 2     | AUT  | Anna Fenninger       | 1:45,91 min |
| 3     | SUI  | Lara Gut             | 1:46,23 min |
| 4     | AUT  | Nicole Schmidhofer   | 1:46,92 min |
| 5     | USA  | Lindsey Vonn         | 1:46,94 min |
| 6     | AUT  | Elisabeth Görgl      | 1:46,95 min |
| 7     | SUI  | Nadja Jnglin-Kamer   | 1:46,97 min |
| 8     | ITA  | Daniela Merighetti   | 1:47,14 min |
| 9     | SUI  | Fabienne Suter       | 1:47,18 min |
| 10    | GER  | Viktoria Rebensburg  | 1:47:24 min |
| 11    | LIE  | Tina Weirather       | 1:47,27 min |
| …     |      |                      |             |
| 15    | AUT  | Cornelia Hütter      | 1:47,87 min |
| 28    | ITA  | Johanna Schnarf      | 1:48,80 min |
| 29    | SUI  | Marianne Abderhalden | 1:48,82 min |
| 31    | GER  | Veronique Hronek     | 1:50,43 min |

Datum: 6. Februar 2015

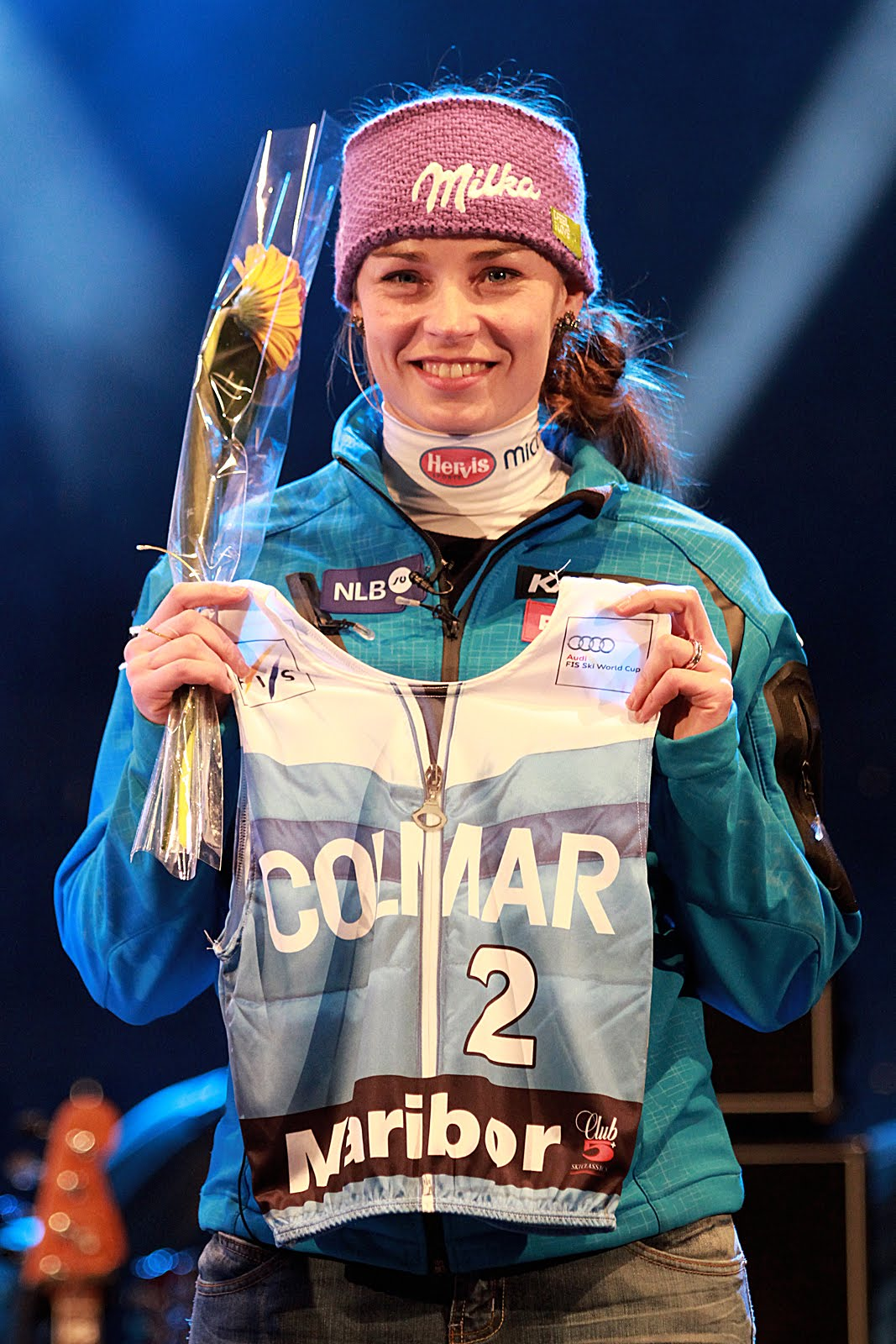
Tina Maze

Titelverteidigerin: Marion Rolland (sie hatte sich kurz vor den Weltmeisterschaften beim Weltcup-Super-G in Cortina d’Ampezzo verletzt und konnte nicht antreten)
Strecke: Raptor

Starthöhe: 3440 m, Zielhöhe: 2730 m, Höhenunterschied: 710 m

Länge: 2460 m, max. Neigung: 59 %

Kurssetzer: Jean-Philippe Vulliet (FRA)

39 Fahrerinnen am Start, 37 in der Wertung

Ausgeschieden: Marie Jay Marchand-Arvier (FRA), Valérie Grenier (CAN)
Wie drei Tage zuvor im Super-G, gab es ein Hundertstel-Duell zwischen Maze und Fenninger; die Österreicherin mit Nr. 16 hatte vorgelegt, Maze mit Nr. 21 erfolgreich gekontert; beide Läuferinnen waren bei der ersten echten Zwischenzeitnahmen nicht im Vorderfeld, bei der zweiten (von vier) gab es Zeitgleichstand, danach lag Maze auf Rang 1 - und sie war durchgehend vor der Österreicherin (Höchstvorsprung 0,54 s) platziert, doch schrumpfte ihr Guthaben immer mehr, bei der letzten waren es nur 0,12 s.

Die rekonvaleszente Lindsey Vonn, die als Letzte der Top-Gruppe (Nr. 22) startete, konnte nicht an ihre Leistung vom Super-G anschließen, ihr Rückstand wuchs sogar von 0,49 auf 1,20 s an, von denen sie noch etwas gutmachen konnte.

Die beste erste Zwischenzeit hatte Jnglin-Kamer mit 0,54 s Vorsprung auf die zeitgleichen Maze und Fenninger. Beachtenswert sind auch die knappen Zeitabstände von den Rängen 4 bis 7.

### Super-G
| Platz | Land | Sportler            | Zeit        |
| ----- | ---- | ------------------- | ----------- |
| 1     | AUT  | Anna Fenninger      | 1:10,29 min |
| 2     | SLO  | Tina Maze           | 1:10,32 min |
| 3     | USA  | Lindsey Vonn        | 1:10,44 min |
| 4     | AUT  | Cornelia Hütter     | 1:10,55 min |
| 5     | GER  | Viktoria Rebensburg | 1:11,07 min |
| 6     | LIE  | Tina Weirather      | 1:11,32 min |
| 7     | SUI  | Lara Gut            | 1:11,57 min |
| 8     | SWE  | Kajsa Kling         | 1:11,76 min |
| 9     | USA  | Julia Mancuso       | 1:11,94 min |
| 10    | ITA  | Elena Curtoni       | 1:11,97 min |
| 11    | GER  | Veronique Hronek    | 1:12,11 min |
| …     |      |                     |             |
| 16    | SUI  | Priska Nufer        | 1:12,39 min |
| 22    | SUI  | Fabienne Suter      | 1:12,75 min |

Datum: 3. Februar 2015
Titelverteidigerin: Tina Maze
Strecke: Raptor

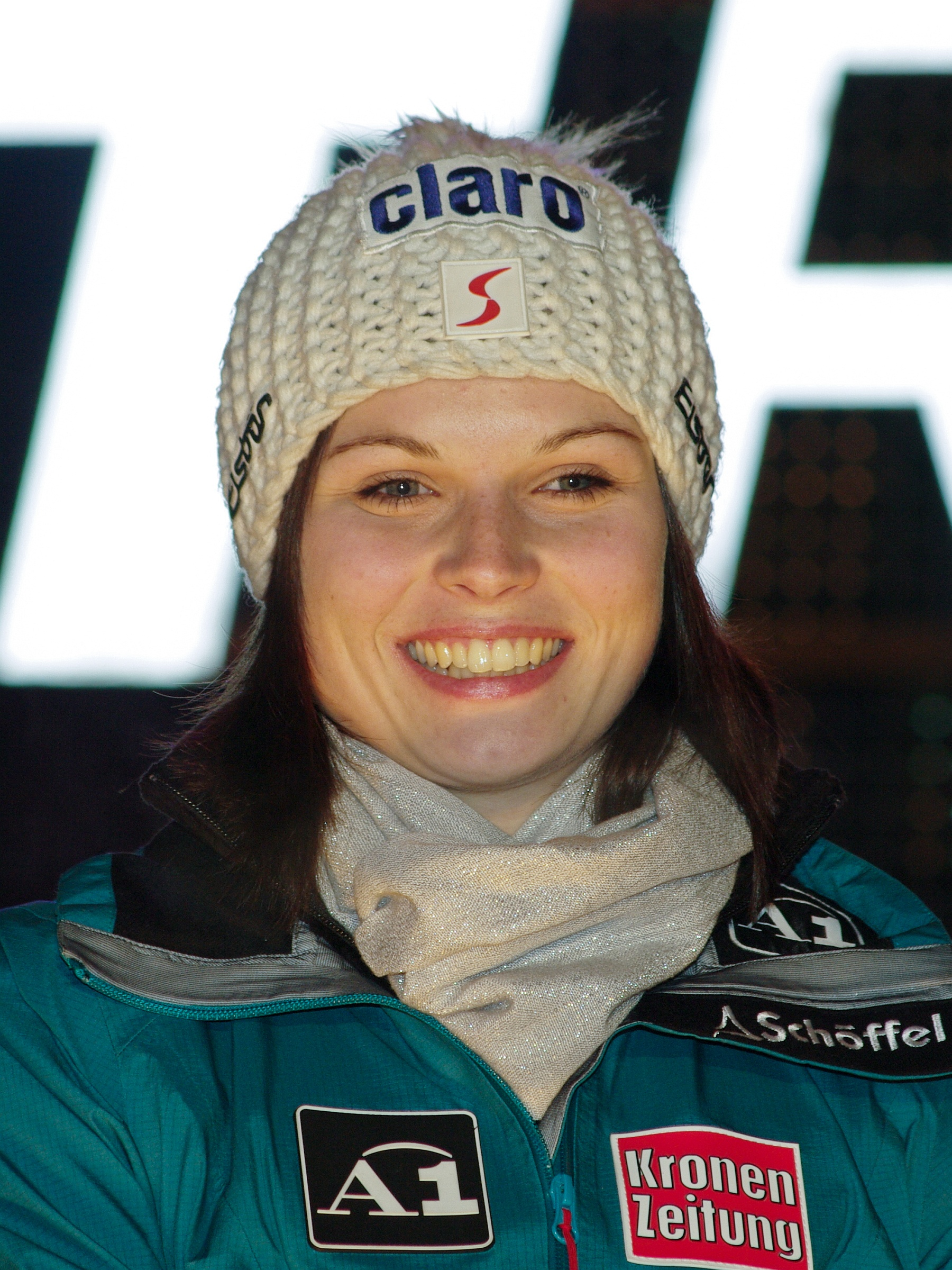
Anna Fenninger

Starthöhe: 3320 m, Zielhöhe: 2730 m, Höhenunterschied: 590 m

Länge: 1840 m, max. Neigung: 57 %

Kurssetzer: Roland Assinger (AUT)

46 Fahrer am Start, 39 in der Wertung

Ausgeschieden u. a.: Daniela Merighetti (ITA), Nicole Hosp (AUT), Elisabeth Görgl (AUT), Marie-Michèle Gagnon (CAN), Edit Miklós (HUN), Alexandra Coletti (MON)
Der Start des Rennens hätte ursprünglich um 11:00 Uhr erfolgen sollen, musste aber wegen starken Windes um fünf Tore nach unten verlegt werden. Gestartet wurde schließlich mit 30 Minuten Verspätung um 11:30 Uhr.
Bemerkenswert am Resultat des Auftaktrennens zu diesen Weltmeisterschaften ist, dass die Gesamtweltcupsiegerinnen der letzten drei Jahre (2014 Fenninger, 2013 Maze, 2012 Vonn) gemeinsam auf dem Podest standen.

Als weiterer interessanter Fakt kann genannt werden, dass der Abstand zwischen der Erst- und der Zweitplatzierten, wie auch bei den vorherigen Weltmeisterschaften in Vail in den Jahren 1989 und 1999, ebenfalls 3 Hundertstel betrug.
Wie schon in der Weltcupsaison gab es das öfters ausgetragene Duell von Maze gegen Fenninger. Vorerst hatte Rebensburg (Nr. 10) mit klaren neun Zehntel Sekunden auf Elena Curtoni (Nr. 2) die Führung übernommen, Hütter (Nr. 15) unterbot diese Zeit nochmals relativ deutlich, während Lara Gut (Nr. 16) nur auf Rang 3 im Zwischenklassement kam. Nach dem Sturz von Hosp (Nr. 17) war es fraglich, inwieweit Lindsey Vonn (Nr. 18) für ihr Comeback fit genug war, was sie aber mit neuer Bestzeit bewies. Aber Maze (Nr. 19) war noch etwas schneller, Weirather (Nr. 20) blieb hinter Rebensburg, Görgl (Nr. 21) fiel aus. Olympiasiegerin Fenninger startete als Letzte dieser Top-Gruppe 16 bis 22 und lag bei allen Zwischenzeitstoppungen voran, verlor aber (bei ohnehin nur 0,33 s bei der ersten Messung) kontinuierlich. Praktisch immer auf Rang 2 war Maze gewesen, während Vonn die beiden letzten Teilstücke am schnellsten fuhr und damit noch Hütter überholte.

### Alpine Kombination
| Platz | Land | Sportler             | Abfahrt     | Slalom      | Gesamtzeit  |
| ----- | ---- | -------------------- | ----------- | ----------- | ----------- |
| 1     | SLO  | Tina Maze            | 1:45,25 min | 0:48,12 min | 2:33,37 min |
| 2     | AUT  | Nicole Hosp          | 1:46,15 min | 0:47,44 min | 2:33,59 min |
| 3     | AUT  | Michaela Kirchgasser | 1:46,58 min | 0:47,14 min | 2:33,72 min |
| 4     | AUT  | Anna Fenninger       | 1:45,51 min | 0:48,75 min | 2:34,26 min |
| 5     | SUI  | Lara Gut             | 1:45,27 min | 0:49,04 min | 2:34,31 min |
| 6     | AUT  | Kathrin Zettel       | 1:47,00 min | 0:48,01 min | 2:35,01 min |
| 7     | SLO  | Ilka Štuhec          | 1:46,39 min | 0:49,41 min | 2:35,80 min |
| 8     | ITA  | Francesca Marsaglia  | 1:46,65 min | 0:49,31 min | 2:35,96 min |
| 9     | NOR  | Ragnhild Mowinckel   | 1:46,32 min | 0:49,66 min | 2:35,98 min |
| 10    | FRA  | Margot Bailet        | 1:47,49 min | 0:49,10 min | 2:36,59 min |
| …     |      |                      |             |             |             |
| 13    | GER  | Veronique Hronek     | 1:47,31 min | 0:50,60 min | 2:37,91 min |

Datum: 9. Februar 2015

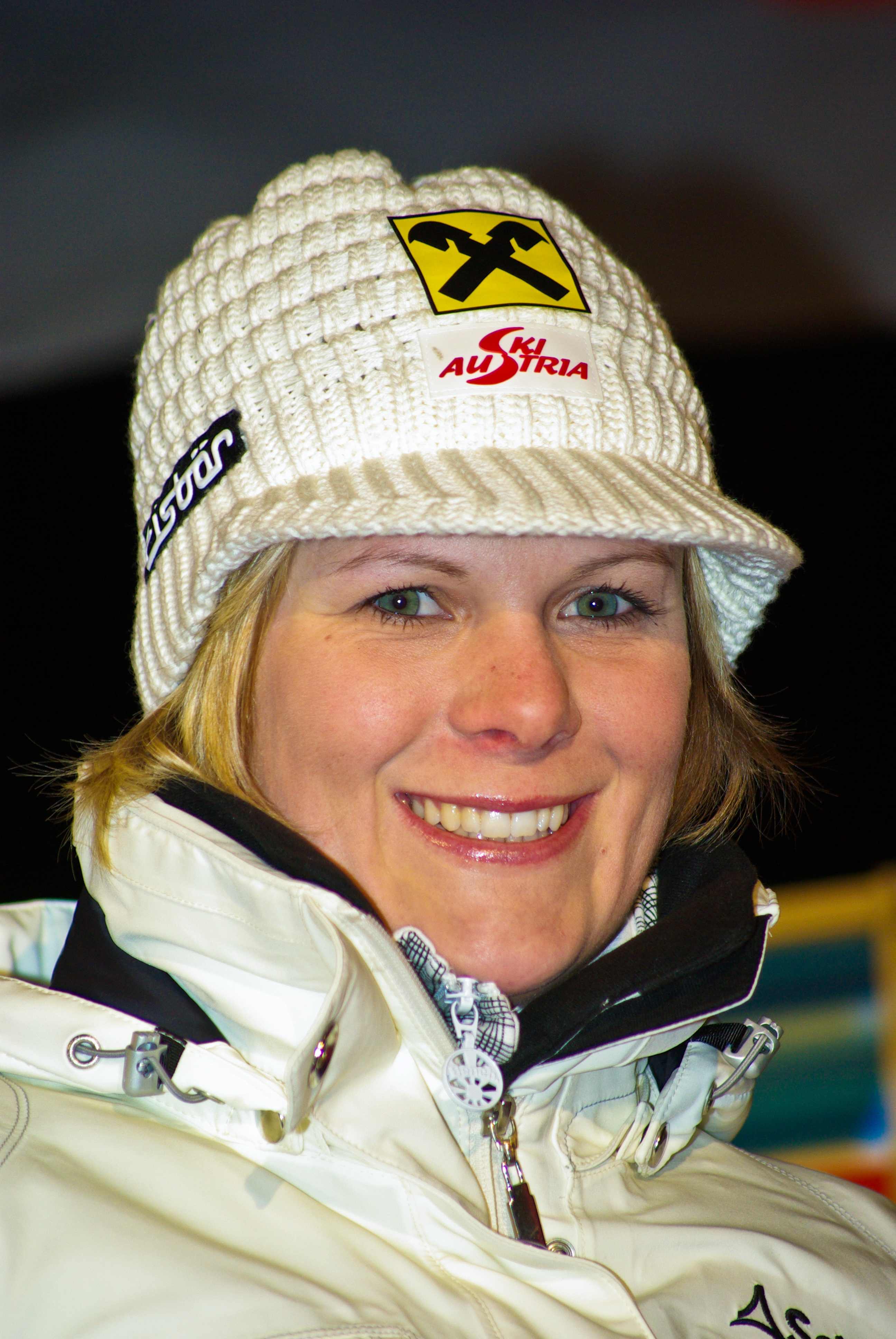
Nicole Hosp

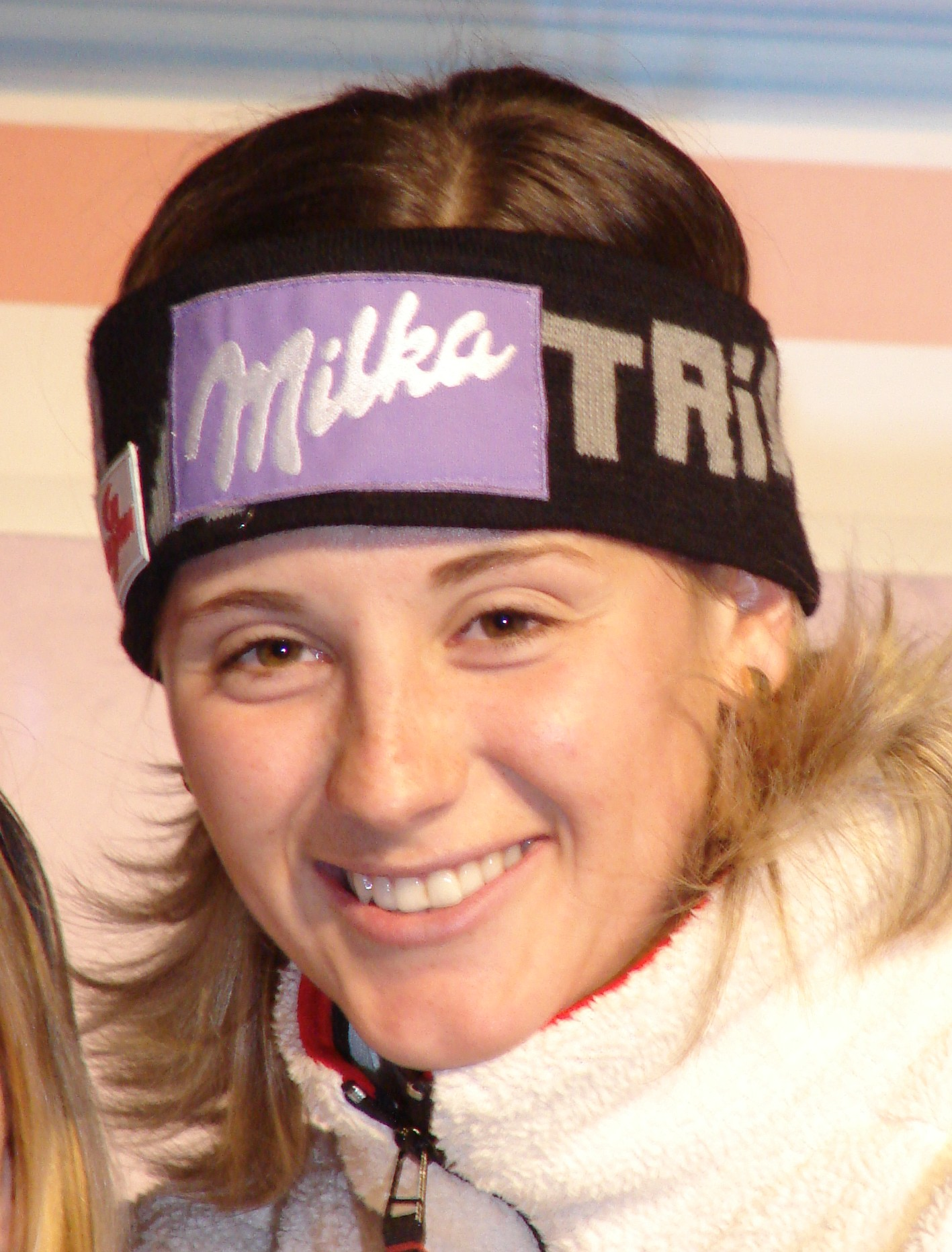
Michaela Kirchgasser

Titelverteidigerin: Maria Höfl-Riesch (sie hatte nach der Saison 2013/14 ihre Karriere beendet).
Abfahrtsstrecke: Raptor

Starthöhe: 3440 m, Zielhöhe: 2730 m

Länge: 2530 m, Höhenunterschied: 710 m

Kurssetzer: Jean-Philippe Vulliet (FRA), 41 Tore
Slalomstrecke: Kestrel

Starthöhe: 2911 m, Zielhöhe: 2726 m

Höhenunterschied: 185 m

Kurssetzer: Valerio Ghirardi (SLO), 59 Tore
Abfahrt: 32 Fahrer am Start, 27 in der Wertung

Ausgeschieden: Elena Curtoni (ITA), Marie-Michèle Gagnon (CAN), Valérie Grenier (CAN), Leona Popović (CRO), Alexandra Coletti (ITA)

Slalom: 25 am Start, 22 in der Wertung

Nicht am Start: Johanna Schnarf (ITA), Edit Miklós (HUN)

Ausgeschieden: Priska Nufer (SUI), Maria Therese Tviberg (NOR), Lindsey Vonn (USA)
Maze profitierte von ihrer guten Abfahrtsleistung, als sie doch um 9 Zehntel schneller als Hosp und 1,33 s schneller als Kirchgasser war. Ihre Abstände auf Lara Gut (0,02 s) und Fenninger (0,26 s) waren zwar geringer, doch brauchte sie sich ob deren Slalomschwäche nicht viel Sorgen zu machen. Von den besseren Slalomfahrerinnen hatte Zettel 1,75 s Rückstand; Lindsey Vonn hatte ihre Medaillenchancen mit 1,31 s Rückstand auch schon verspielt. Bis auf Fenninger waren die drei ÖSV-Läuferinnen auch schneller als die Slowenin und wenn Hosp die von Kirchgasser erzielte Bestzeit gefahren wäre, hätte sie mit acht Hundertstel Sekunden Vorsprung auf Maze Gold geholt.

### Riesenslalom
| Platz | Land | Sportler                | Zeit 1. Lauf | Zeit 2. Lauf | Zeit        |
| ----- | ---- | ----------------------- | ------------ | ------------ | ----------- |
| 1     | AUT  | Anna Fenninger          | 1:08,98 min  | 1:10,18 min  | 2:19,16 min |
| 2     | GER  | Viktoria Rebensburg     | 1:10,68 min  | 1:09,88 min  | 2:20,56 min |
| 3     | SWE  | Jessica Lindell-Vikarby | 1:09,88 min  | 1:10,77 min  | 2:20,65 min |
| 4     | LIE  | Tina Weirather          | 1:10,33 min  | 1:10,38 min  | 2:20,71 min |
| 5     | SLO  | Tina Maze               | 1:10,08 min  | 1:10,82 min  | 2:20,90 min |
| 6     | AUT  | Michaela Kirchgasser    | 1:09,79 min  | 1:11,12 min  | 2:20,91 min |
| 7     | AUT  | Kathrin Zettel          | 1:10,70 min  | 1:10,61 min  | 2:21,31 min |
| 8     | USA  | Mikaela Shiffrin        | 1:10,70 min  | 1:10,93 min  | 2:21,63 min |
| 9     | SWE  | Maria Pietilä-Holmner   | 1:10,63 min  | 1:11,21 min  | 2:21,84 min |
| 10    | SWE  | Sara Hector             | 1:10,67 min  | 1:11,29 min  | 2:21,96 min |
| …     |      |                         |              |              |             |
| 17    | SUI  | Wendy Holdener          | 1:10,97 min  | 1:11,73 min  | 2:22,70 min |
| 19    | SUI  | Dominique Gisin         | 1:11,57 min  | 1:11,31 min  | 2:22,88 min |
| 20    | ITA  | Manuela Mölgg           | 1:11,18 min  | 1:11,77 min  | 2:22,95 min |
| 32    | SUI  | Michelle Gisin          | 1:12,69 min  | 1:13,40 min  | 2:26,09 min |

Datum: 12. Februar 2015
Titelverteidigerin: Tessa Worley
Strecke: Birds of Prey / Golden Eagle

Starthöhe: 3077 m, Zielhöhe: 2721 m, Höhenunterschied: 324 m

Länge: 1305 m, max. Neigung: 50 %

Kurssetzer:
1. Lauf: Valerio Ghirardi (SLO)
2. Lauf: Christian Thoma (SWE)

116 Fahrerinnen gemeldet, 113 am Start; davon 96 nach dem ersten Lauf in der Wertung, jedoch nur 60 für den zweiten Lauf zugelassen - und letztendlich 56 klassiert; die Letzte Helga Vilhjalmsdotter aus Island hatte 16,38 s Rückstand

Ausgeschieden u. a.: Eva-Maria Brem (AUT), Lara Gut (SUI), Anémone Marmottan (FRA), Federica Brignone (ITA) (alle im ersten Lauf); im zweiten Lauf vier ausgeschieden, darunter Marta Bassino (ITA), Taïna Barioz (FRA)
Silbermedaillengewinnerin Rebensburg war nach dem ersten Lauf auf Rang 11 klassiert und erzielte im zweiten Durchgang Laufbestzeit.
Titelverteidigerin Worley wurde Dreizehnte.

Nach dem ersten Lauf lag die mit Nr. 7 ins Rennen gegangene Fenninger mit bereits 0,81 s Vorsprung auf Kirchgasser, die mit Nr. 19 eine Überraschung lieferte, in Front. Lindell war Dritte und Maze mit doch schon +1,10 s Vierte. Der Rückstand von Rebensburg mit 1,70 s schien schon zu groß, um noch Entscheidendes zustande zu bringen. Doch etwas hinter den Erwartungen blieb Shiffrin, die mit einem Defizit von 1,72 s zeitgleich mit Zettel auf Rang 13 aufschien. Worley lag auf Rang 20 (+2,40 s), Lindsey Vonn (Start-Nr. 31) in 1:11,65 auf Rang 27. Schon beim ersten Übergang hatte die mit Nr. 4 gestartete Brem, die als Mitfavoritin galt und in dieser Anfangsphase des Rennens laut internen Stoppungen die bessere Zeit aufwies als Fenninger, die Richtung verfehlt und war ausgeschieden. Auch Lara Gut (Nr. 9) und Brignone (Nr. 13) kamen nicht weit, demgegenüber schied Marmottan (Nr. 10) mit zweitbester Zwischenzeit (0,44 s hinter Fenninger) aus.

Im zweiten Lauf fuhr Vonn die fünftbeste Zeit, was ihr in 2:22,38 noch Endrang 14 einbrachte. Später konnte sich Zettel (vierte Laufzeit) vorerst besser als Shiffrin klassieren; dann gelang Rebensburg mit 1:09,88 eine um 0,73 s bessere Durchgangszeit, die sich letztlich als Laufbestzeit herausstellte. Läuferin um Läuferin scheiterten; sie überholte letztlich Maze (siebte Zeit) und auch noch Lindell (sechste Zeit) und hatte die Medaille. Kirchgasser brachte nur die elfte Laufzeit zusammen – nur mehr Fenninger stand noch oben. Doch sie wurde bei der zweiten Zwischenzeit mit sogar 1,80 s Vorsprung gemessen, erst ein Fehler im Zielhang (sie nannte diese Aktion eine «Pizzaschnitte», ein Ausdruck der für ein solches Querstellen im Ski-Kindergarten gebraucht wird) ließ sie um in Summe 0,30 s langsamer sein als Rebensburg.

### Slalom
| Platz | Land | Sportler                | Zeit 1. Lauf | Zeit 2. Lauf | Zeit        |
| ----- | ---- | ----------------------- | ------------ | ------------ | ----------- |
| 1     | USA  | Mikaela Shiffrin        | 0:50,07 min  | 0:48,41 min  | 1:38,48 min |
| 2     | SWE  | Frida Hansdotter        | 0:50,47 min  | 0:48,35 min  | 1:38,82 min |
| 3     | CZE  | Šárka Strachová         | 0:50,51 min  | 0:48,74 min  | 1:39,25 min |
| 4     | SVK  | Veronika Velez-Zuzulová | 0:51,25 min  | 0:48,17 min  | 1:39,42 min |
| 5     | AUT  | Kathrin Zettel          | 0:51,10 min  | 0:48,40 min  | 1:39,50 min |
| 6     | CAN  | Erin Mielzynski         | 0:50,94 min  | 0:49,04 min  | 1:39,98 min |
| 7     | AUT  | Carmen Thalmann         | 0:51,01 min  | 0:49,51 min  | 1:40,52 min |
| 8     | SLO  | Tina Maze               | 0:50,92 min  | 0:50,04 min  | 1:40,96 min |
| 9     | FRA  | Nastasia Noens          | 0:52,20 min  | 0:48,97 min  | 1:41,17 min |
| 10    | CAN  | Marie-Michèle Gagnon    | 0:51,62 min  | 0:49,79 min  | 1:41,41 min |
| …     |      |                         |              |              |             |
| 12    | GER  | Maren Wiesler           | 0:51,91 min  | 0:49,61 min  | 1:41,52 min |
| 13    | GER  | Lena Dürr               | 0:52,16 min  | 0:49,38 min  | 1:41,54 min |
| 15    | SUI  | Charlotte Chable        | 0:52,72 min  | 0:49,01 min  | 1:41,73 min |
| 16    | ITA  | Chiara Costazza         | 0:52,41 min  | 0:49,50 min  | 1:41,91 min |
| 19    | ITA  | Federica Brignone       | 0:52,90 min  | 0:49,29 min  | 1:42,19 min |

Datum: 14. Februar 2015

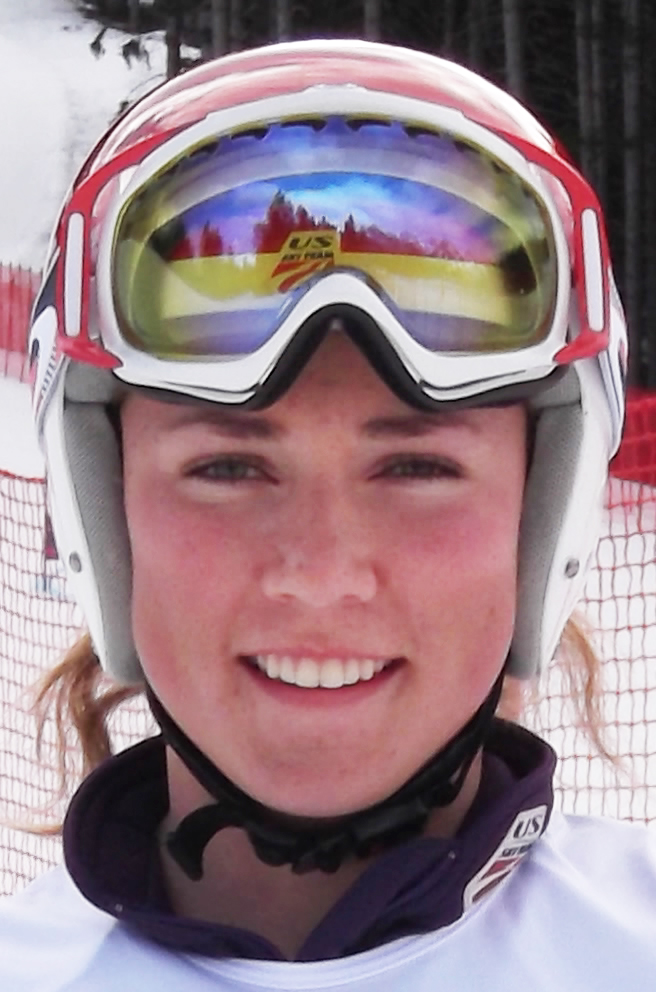
Mikaela Shiffrin

Titelverteidigerin: Mikaela Shiffrin
Strecke: Birds of Prey

Starthöhe: 2908 m, Zielhöhe: 2721 m, Höhenunterschied: 187 m

Länge: 640 m, max. Neigung: 46 %

Kurssetzer 1. Lauf: T. Gfeller (NOR)

Kurssetzer 2. Lauf: T. Zuzula (SVK)

120 Fahrer gemeldet, 118 am Start; nach dem ersten Lauf 86 in der Wertung; zum zweiten Lauf 60 zugelassen, davon 2 (darunter Resi Stiegler) nicht angetreten und 10 ausgeschieden - 48 in der Wertung

Ausgeschieden u. a.: Sarah Schleper (MEX) (erster Lauf); Nicole Hosp (AUT), Michaela Kirchgasser (AUT), Manuela Mölgg (ITA), Wendy Holdener (SUI), Michelle Gisin (SUI) (zweiter Lauf)

Shiffrin (Nr. 2) führte schon nach dem ersten Lauf mit 4 Zehntel Vorsprung auf Hansdotter und 0,44 auf Strachová; die WM-Zweite vor zwei Jahren, Kirchgasser, hatte als Vierte 0,77 s Rückstand. Weitere wichtige Ränge (Zeitangaben in Sekunden): 5. Maze (+0,85), 6. Mielzynski (+0,87), 7. Thalmann (+0,94), 8. Holdener(+1,02), 9. Zettel (+1,03), 10. Velez-Zuzulová (+1,18); weiters 12. Hosp (+1,39), 13. Löseth (+1,43)

Im zweiten Lauf fuhr Shiffrin zwar mit 48,41 s «nur» die viertbeste Zeit, die ihr aber leicht für den Sieg langten; die Bestzeit von Velez-Zuzulová war 48,17 s vor Hansdotter (48,35 s) und Zettel (48,40 s).

## Mannschaftswettbewerb
| Platz | Land | Sportler |
| ----- | ---- | --- |
| 1     | AUT  | Eva-Maria Brem Marcel Hirscher Michaela Kirchgasser Christoph Nösig Ersatzfahrer: Nicole Hosp, Philipp Schörghofer    |
| 2     | CAN  | Candace Crawford Phil Brown Erin Mielzynski Trevor Philp Ersatzfahrer: Marie-Pier Préfontaine, Erik Read              |
| 3     | SWE  | Maria Pietilä-Holmner Mattias Hargin Anna Swenn-Larsson André Myhrer Ersatzfahrer: Sara Hector, Markus Larsson        |
| 4     | SUI  | Wendy Holdener Gino Caviezel Michelle Gisin Justin Murisier Ersatzfahrer: Charlotte Chable, Elia Zurbriggen           |
| 5     | ITA  | Chiara Costazza Giovanni Borsotti Francesca Marsaglia Matteo Marsaglia Ersatzfahrer: Manuela Mölgg, Davide Simoncelli |
| …     |      | |
| 9     | GER  | Veronique Hronek Linus Straßer Viktoria Rebensburg Felix Neureuther Ersatzfahrer: Lena Dürr, Philipp Schmid           |

Datum: 10. Februar 2015

Strecke: Golden Peak, Vail
Der Mannschaftswettbewerb wurde in Form eines Parallelriesenslaloms ausgetragen. Pro Durchgang fuhren in vier Läufen abwechselnd je zwei Damen und zwei Herren eines Teams gegeneinander, pro Lauf erhielt das siegreiche Team einen Punkt; bei identischer Laufzeit bekamen beide Teams einen Punkt. Bei einem Endstand von 2:2 entschied die Summe der Laufzeiten der schnellsten Dame und des schnellsten Herrn pro Team.
Für das Rennen standen 16 Startplätze zur Verfügung; qualifiziert gewesen wären die besten 16 Teams der aktuellen Nationencup-Wertung der Saison 2014/15. Da jedoch Liechtenstein (13.) und die Slowakei (15.) nicht antraten, konnten Großbritannien (20.) und Argentinien (ohne Weltcup-Punkte) die restlichen beiden Startplätze einnehmen.
Argentinien, Großbritannien und Russland nahmen erstmals überhaupt an einem solchen Wettbewerb teil.
Der Österreicher Marcel Hirscher, die Kanadierin Erin Mielzynski und der Schwede André Myhrer waren die einzigen, die alle vier Duelle für sich entscheiden konnten.
Die Silbermedaille für Kanada war eine große Überraschung, denn bislang hatten die «Ahornblätter» noch in keinem Teambewerb (weder im Weltcup noch bei Weltmeisterschaften) einen Podestplatz erreicht.

### Tableau
|  | Achtelfinale | Achtelfinale           | Achtelfinale |          |                    | Viertelfinale     | Viertelfinale     | Viertelfinale     |   |  | Halbfinale | Halbfinale | Halbfinale |  |  | Finale | Finale | Finale |
|  |              |                        |              |          |                    |                   |                   |                   |   |  |            |            |            |  |  |        |        |        |
|  | 1            | Österreich             | 4            |          |                    |                   |                   |                   |   |  |            |            |            |  |  |        |        |        |
|  | 16           | Argentinien            | 0            |          |                    |                   |                   |                   |   |  |            |            |            |  |  |        |        |        |
|  | 16           | Argentinien            | 0            | 1        | Österreich         | 3                 |                   |                   |   |  |            |            |            |  |  |        |        |        |
|  |              |                        |              | 1        | Österreich         | 3                 |                   |                   |   |  |            |            |            |  |  |        |        |        |
|  |              |                        | 8            | Norwegen | 1                  |                   |                   |                   |   |  |            |            |            |  |  |        |        |        |
|  | 8            | Norwegen               | 8            | Norwegen | 1                  | 3                 |                   |                   |   |  |            |            |            |  |  |        |        |        |
|  | 8            | Norwegen               |              |          |                    | 3                 |                   |                   |   |  |            |            |            |  |  |        |        |        |
|  | 9            | Slowenien              | 1            |          |                    |                   |                   |                   |   |  |            |            |            |  |  |        |        |        |
|  | 9            | Slowenien              | 1            | 1        | Österreich         | 3                 |                   |                   |   |  |            |            |            |  |  |        |        |        |
|  |              |                        |              | 1        | Österreich         | 3                 |                   |                   |   |  |            |            |            |  |  |        |        |        |
|  |              | 4                      | Schweiz      | 1        |                    |                   |                   |                   |   |  |            |            |            |  |  |        |        |        |
|  | 5            | 4                      | Schweiz      | 1        | Frankreich         | 3                 |                   |                   |   |  |            |            |            |  |  |        |        |        |
|  | 5            |                        |              |          | Frankreich         | 3                 |                   |                   |   |  |            |            |            |  |  |        |        |        |
|  | 12           | Russland               | 1            |          |                    |                   |                   |                   |   |  |            |            |            |  |  |        |        |        |
|  | 12           | Russland               | 1            | 5        | Frankreich         | 1                 |                   |                   |   |  |            |            |            |  |  |        |        |        |
|  |              |                        |              | 5        | Frankreich         | 1                 |                   |                   |   |  |            |            |            |  |  |        |        |        |
|  |              |                        | 4            | Schweiz  | 3                  |                   |                   |                   |   |  |            |            |            |  |  |        |        |        |
|  | 4            | Schweiz                | 4            | Schweiz  | 3                  | 2                 |                   |                   |   |  |            |            |            |  |  |        |        |        |
|  | 4            | Schweiz                |              |          |                    |                   |                   |                   |   |  |            |            |            |  |  |        |        |        |
|  | 13           | Kroatien               | 2            |          |                    |                   |                   |                   |   |  |            |            |            |  |  |        |        |        |
|  | 13           | Kroatien               | 2            | 1        | Österreich         | 3                 |                   |                   |   |  |            |            |            |  |  |        |        |        |
|  |              |                        |              |          |                    |                   |                   |                   |   |  |            |            |            |  |  |        |        |        |
|  |              | 10                     | Kanada       | 1        |                    |                   |                   |                   |   |  |            |            |            |  |  |        |        |        |
|  | 3            | 10                     | Kanada       | 1        | Vereinigte Staaten | 3                 |                   |                   |   |  |            |            |            |  |  |        |        |        |
|  | 3            |                        |              |          | Vereinigte Staaten | 3                 |                   |                   |   |  |            |            |            |  |  |        |        |        |
|  | 14           | Finnland               | 1            |          |                    |                   |                   |                   |   |  |            |            |            |  |  |        |        |        |
|  | 14           | Finnland               | 1            | 3        | Vereinigte Staaten | 1                 |                   |                   |   |  |            |            |            |  |  |        |        |        |
|  |              |                        |              | 3        | Vereinigte Staaten | 1                 |                   |                   |   |  |            |            |            |  |  |        |        |        |
|  |              |                        | 6            | Schweden | 3                  |                   |                   |                   |   |  |            |            |            |  |  |        |        |        |
|  | 6            | Schweden               | 6            | Schweden | 3                  | 4                 |                   |                   |   |  |            |            |            |  |  |        |        |        |
|  | 6            | Schweden               |              |          |                    | 4                 |                   |                   |   |  |            |            |            |  |  |        |        |        |
|  | 11           | Tschechien             | 1            |          |                    |                   |                   |                   |   |  |            |            |            |  |  |        |        |        |
|  | 11           | Tschechien             | 1            | 6        | Schweden           | 2                 |                   |                   |   |  |            |            |            |  |  |        |        |        |
|  |              |                        |              | 6        | Schweden           | 2                 |                   |                   |   |  |            |            |            |  |  |        |        |        |
|  |              | 10                     | Kanada       | 2        |                    |                   |                   |                   |   |  |            |            |            |  |  |        |        |        |
|  | 7            | 10                     | Kanada       | 2        | Deutschland        | 2                 |                   |                   |   |  |            |            |            |  |  |        |        |        |
|  | 7            |                        |              |          |                    |                   |                   |                   |   |  |            |            |            |  |  |        |        |        |
|  | 10           | Kanada                 | 2            |          |                    | Rennen um Platz 3 | Rennen um Platz 3 | Rennen um Platz 3 |   |  |            |            |            |  |  |        |        |        |
|  | 10           | Kanada                 | 2            | 10       | Kanada             | Rennen um Platz 3 | Rennen um Platz 3 | Rennen um Platz 3 | 3 |  |            |            |            |  |  |        |        |        |
|  |              |                        |              | 10       | Kanada             | 4                 | Schweiz           | 1                 | 3 |  |            |            |            |  |  |        |        |        |
|  |              |                        | 2            | Italien  | 1                  | 4                 | Schweiz           | 1                 |   |  |            |            |            |  |  |        |        |        |
|  | 2            | Italien                | 2            | Italien  | 1                  | 3                 | 6                 | Schweden          | 3 |  |            |            |            |  |  |        |        |        |
|  | 2            | Italien                |              |          |                    |                   |                   | Schweden          | 3 |  |            |            |            |  |  |        |        |        |
|  | 15           | Vereinigtes Königreich | 1            |          |                    |                   |                   |                   |   |  |            |            |            |  |  |        |        |        |

## Maskottchen
Als Maskottchen der Alpinen Skiweltmeisterschaften 2015 traten der Berglöwe Pete sowie der Waschbär Earl in Erscheinung, die nach Pete Seibert und Earl Eaton, den Gründern des Vail Ski Resorts, benannt wurden.